# ジョン・コタラーワラ
サー・ジョン・ライオネル・コタラーワラ（シンハラ語: ශ්‍රිමත් ජෝන් ලයනල් කොතලාවල, 英語: Sir John Lionel Kotelawala, 1895年4月4日 - 1980年10月2日）は、スリランカの政治家。同国の第3代首相を務めた。
裕福な地主の家に生まれたが、幼少期に父親が自殺し、その後は経済的苦境の中で過ごした。ロイヤル・カレッジ・コロンボを卒業した後にケンブリッジ大学クライスツ・カレッジへ進学。同大学卒業後は家業のプランテーション経営に携わった。35歳で英領セイロン議会議員となり、後にセイロン内閣でコミュニケーション・公共事業大臣となる。1945年に自治領セイロンとして独立した後は、第一次内閣で交通・公共事業大臣を務めた。次期首相候補と目されていたが、当時の首相D. S. セーナーナーヤカが急死した結果、息子のダッドリー・セーナーナーヤカがその職を継ぐこととなった。ダッドリー・セーナーナーヤカの後を継いでセイロン首相となり、1956年に選挙で敗れるまでその職務を全うした。在郷軍人としてはセイロン軽歩兵隊で大佐まで上り詰め、死後大将の階級を与えられた。

## 生い立ち
1895年4月4日、元警察官で実業家の父ジョン・コタラーワラ・シニアと裕福な地主の娘である母アリス・エリザベス・コタラーワラの息子として生まれた。弟のジャスティン、姉妹のフレダがいた。
母方の祖父が有していた土地と鉱山の経営により、裕福な幼少期を過ごした。当初は父親が母方の祖父の財産を管理していたが、後に父親はそのビジネスから追い出され、自身で日本との貿易会社を立ち上げた。1907年、父は義理の兄弟フランシスの殺害を計画したとして逮捕された。そして、容疑をかけられた父は公判期間中に服毒自殺した。
彼の父が自殺した際ジョン少年は11歳であり、父の弁護に多大な財産を費やした実家は次第に衰退していった。キリスト教に改宗していた母アリスは残った財産を注意深く管理し、徐々に財産を増やしていった。アリスは後の社会活動が高く評価され、大英帝国勲章を受章した。
ロイヤル・カレッジ・コロンボに入学したジョンはクリケット、テニス、ボクシング、サッカーで大学代表選手となり、ロイヤル-トミアンにも出場した。しかし、1915年暴動に参加したことが原因でカレッジを退学となり、第一次世界大戦中のヨーロッパへと旅立った。5年間滞在したヨーロッパでは主にイギリスとフランスで過ごし、ケンブリッジ大学クライスツ・カレッジで農業を学んだ。また、ヨーロッパでも乗馬やクリケットなどのスポーツを楽しんだ。また、この経験から母語シンハラ語の他に英語、フランス語も堪能であった。セイロンに戻った後は家業を継ぎ、プランテーションと黒鉛鉱山の管理を担った。また、治安判事としても働いた。

## 兵役
兵役志願が名誉であるとされた時代であったので、コタラーワラもまた予備役で兵役を志願し、1922年9月15日付でセイロン軽歩兵隊の少尉に任官した。その後、順調に昇進し、1940年10月1日付で中佐となった。
第二次世界大戦が勃発すると、セイロン防衛軍はイギリス陸軍と行動を共にした。1942年7月2日には、当時のセイロン人最高位であった大佐に昇格し、1945年に退官した。

## 政治家として
1915年の初め、彼はドン・スティーヴン・セーナーナーヤカなどと共に政治に関わるようになった。ドンの兄弟フレデリック・リチャード・セーナーナーヤカはコタラーワラのおばと結婚したため、義理のおじにあたる。
1931年にクルネーガラ選挙区から英領セイロン議会議員選挙に立候補し、当選。平議員として1期目を過ごした。1936年には無投票当選で2期目を務め、コミュニケーション・公共事業大臣に就任した。大臣として、島内の公共事業を担当した。

### 独立後
セイロン独立後に行われた最初の国会下院総選挙において、コタラーワラはD. S. セーナーナーヤカが創設した統一国民党（UNP）の公認を受けてドダンガスランダ選挙区から出馬し当選した。党要職を占めたコタラーワラは運輸・公共事業大臣に任命された。
彼の大臣在任中には、ラクサパナ・ダム計画やコロンボ港、ラトゥマラナ空港の拡張、ペラデニヤ大学の創設などの大型プロジェクトが実施された。ソロモン・バンダラナイケがUNPを離党した後には、1951年7月12日づけで国会議長に就任した。
1952年3月22日にセーナーナーヤカが急死した際、当時のUNP最長老で国会議長を務めていたコタラーワラは自らが首相を引き継ぐものと考えていた。しかし、セイロン総督はセーナーナーヤカの息子（コタラーワラのいとこでもある）であるダッドリー・セーナーナーヤカを指名したため、コタラーワラは激怒した。その怒りは凄まじく、UNPが分裂する手前であった。しかし、最終的には彼は矛を収め、ダッドリー内閣で閣僚を務めることに同意した。その直後の総選挙でも当選したコタラーワラは引き続き交通・公共事業大臣と国会議長を続けた。
しかし、その後すぐにセーナーナーヤカ政権は難局に直面した。1953年8月12日、予定されていたコメ補助金の停止に反対する労働組合から始まったストライキやデモ活動は全国に波及し、全国的に輸送や流通が停止した。これに対し、政府は緊急措置を取り、軍隊を使って騒動の鎮圧に動いた。活動自体は収束したが、これによって首相セーナーナーヤカは酷く憔悴し、同年10月12日に辞職することとなった。これをコタラーワラが引き継ぎ、首相、防衛・外務大臣、UNP党首を務めた。

### 首相として

#### 国内政策
1953年騒動の結果、コタラーワラ政権はコメ補助金の暫定的継続を決めた。彼は強烈な反共主義者であったため、左翼政党と労働組合に対して強硬的な政策を実施した。また、セイロン鉄道整備会社などを作り、運輸組合の活動の影響を最小化した。
1954年4月に行われたコモンウェルス・ツアーでは、女王エリザベス2世とエディンバラ公フィリップを迎えた。

#### 外交政策
コタラーワラ政権の際にセイロンは国連加盟を果たし、さらに他のアジア諸国との関係を拡大した。しかし、1955年にインドネシアで開催されたアジア・アフリカ会議に参加した際には知識不足を露呈し、国内から「バンドンのロバ」というあだ名を付けられた。また、会議での演説では在セイロン高等弁務官から圧力をかけられ、反共主義的な発言をしたが後に撤回。議会での釈明に追われた。

#### 選挙での敗戦
彼は首相在任中、経済問題と民族問題という2つの問題に対処しなけければならなかったが、1957年まで継続した。
1956年に議会を解散して総選挙に打って出たが、たった8議席しか取れずにソロモン・バンダラナイケ率いるスリランカ自由党に惨敗し、政権を明け渡した。

### 政界引退
1956年選挙でも当選したコタラーワラであったが、党首の座はダッドリー・セーナーナーヤカに譲った。そして1960年の総選挙には立候補せず、自身の運転手をしていたA・U・ロマニスを推薦した。同選挙でロマニスは当選し、1964年まで任期を務めた。

## 政界引退後
政界引退後、彼はイギリスのケントの森を購入したが、最終的にはセイロンに帰ってきた。ウィリアム・ゴパッラワの任期満了に伴ってセイロン総督の座が空位となった際、彼はその座に座ることを望んだが、ダッドリー・セーナーナーヤカは誰も指名することはなかった。

### 士官学校の創設
コタラーワラは重要な軍の支持者であり、軍部と強いつながりを持っていた。1974年にはセイロン軽歩兵隊協会の初代議長となり、また1948年以降は退役軍人協会の会長を務めていた。1978年、軍司令官たちは士官学校創設の必要性を感じた。しかし、政府は財政不足、土地不足を理由に許可しなかった。1979年、陸軍司令官デニス・ペレラ中将はコタラーワラに接近し、彼の自宅と土地50エーカーを士官学校用地として使えないか相談した。その半年後の1980年、相続人らと相談したコタラーワラはその相談を承諾し、彼の死後に用地として贈与することに同意した。その後、契約も実施し、士官学校の設立記念式典は同年10月11日に開催される予定であった。

## 死去
1980年9月29日、コタラーワラは自宅で脳卒中を起こし、コロンボ総合病院に搬送された。10月1日、大統領J・R・ジャヤワルダナが彼を見舞い、彼の長年にわたる功績を評して名誉大将を彼に授与した。記念式典は士官学校設立式典と合わせて10月11日に実施される予定であった。
しかし、その翌日の10月2日、彼はコロンボ総合病院で死去した。10月5日、実家に安置されていた彼の棺は国会議事堂へ移された。

## 私生活
コタラーワラはF・H・ディアス・マンダラナイケの娘エフィー・ディアス・バンダラナイケと結婚した。彼の妻エフィーはドン・スティーヴン・セーナーナーヤカの姪であった。エフィーとの結婚生活は上手くいかず離婚することになったが、彼女との間に娘ラクシュミをもうけた。
彼はもてなしの豪勢さでも有名であった。彼はよく自宅やヌワラ・エリヤの別荘でゲストをもてなし、首相在任時も自宅で過ごした。

## 功績
1985年に自宅を士官学校用地として提供したことを評し、士官学校はジェネラル・サー・ジョン・コタラーワラ防衛大学という名称になった。また、彼の像は旧国会議事堂を含む国の多くのところに設置されている。1993年には、自宅にサー・ジョン・コタラーワラ博物館がオープンした。

## 勲章・栄典
任命
- 枢密顧問官（1954年）

勲章
- レジオンドヌール勲章グランクロワ[14]（1954年）
- イタリア共和国功労勲章[15]（1954年）
- ドイツ連邦共和国功労勲章（1955年）
- 白象勲章（1956年）
- 勲一等旭日大綬章（1954年）